# العلاقات العراقية القرغيزستانية
العلاقات العراقية القيرغيزستانية هي العلاقات الثنائية التي تجمع بين العراق وقيرغيزستان.

## مقارنة بين البلدين
هذه مقارنة عامة ومرجعية للدولتين:
| وجه المقارنة                                              | العراق                       | قيرغيزستان                      |
| --------------------------------------------------------- | ---------------------------- | ------------------------------- |
| المساحة (كم2)                                             | 437.07 ألف                   | 199.95 ألف                      |
| عدد السكان (نسمة)                                         | 38.27 مليون                  | 6.20 مليون                      |
| الكثافة السكانية (ن./كم²)                                 | 87.56                        | 31.01                           |
| العاصمة                                                   | بغداد                        | بيشكك                           |
| اللغة الرسمية                                             | اللغة العربية، اللغة الكردية | اللغة الروسية، اللغة القيرغيزية |
| العملة                                                    | دينار عراقي                  | سوم قيرغيزستاني                 |
| الناتج المحلي الإجمالي (بليون دولار)                      | 197.72 مليار                 | 7.56 مليار                      |
| الناتج المحلي الإجمالي (تعادل القوة الشرائية) بليون دولار | 560.73 مليار                 | 20.45 مليار                     |
| الناتج المحلي الإجمالي الاسمي للفرد دولار أمريكي          | 4.94 ألف                     | 1.10 ألف                        |
| الناتج المحلي الإجمالي للفرد دولار أمريكي                 | 15.06 ألف                    |                                 |
| مؤشر التنمية البشرية                                      | 0.654                        | 0.655                           |
| رمز المكالمات الدولي                                      | +964                         | +996                            |
| رمز الإنترنت                                              | .iq                          | .kg                             |
| المنطقة الزمنية                                           | ت ع م+03:00، ت ع م+04:00     | ت ع م+06:00                     |

## منظمات دولية مشتركة
يشترك البلدان في عضوية مجموعة من المنظمات الدولية، منها:
| علم المنظمة | اسم المنظمة                        | تاريخ انضمام العراق | تاريخ انضمام قيرغيزستان |
| ----------- | ---------------------------------- | ------------------- | ----------------------- |
|             | مؤسسة التنمية الدولية              | 29 ديسمبر 1960      | 24 سبتمبر 1992          |
|             | يونسكو                             | 21 أكتوبر 1948      | 2 يونيو 1992            |
|             | وكالة ضمان الاستثمار متعدد الأطراف | 6 أكتوبر 2008       | 21 سبتمبر 1993          |
|             | الأمم المتحدة                      | 21 ديسمبر 1945      | 2 مارس 1992             |
|             | الاتحاد البريدي العالمي            | ?                   | ?                       |
|             | البنك الدولي للإنشاء والتعمير      | 27 ديسمبر 1945      | 18 سبتمبر 1992          |
|             | منظمة التعاون الإسلامي             | ?                   | ?                       |
|             | منظمة حظر الأسلحة الكيميائية       | ?                   | ?                       |
|             | مؤسسة التمويل الدولية              | 27 ديسمبر 1956      | 11 فبراير 1993          |
|             | الاتحاد الدولي للاتصالات           | 12 نوفمبر 1928      | 20 يناير 1994           |
|             | منظمة الشرطة الجنائية الدولية      | ?                   | ?                       |

## وصلات خارجية
- موقع وزارة الخارجية العراقية
- موقع وزارة الخارجية القيرغيزستانية